# Gwilym Lee
Gwilym Lee (Bristol, 24 november 1983) is een Welsh acteur. Hij is bekend van zijn rollen in The Tourist (2010), A Song For Jenny (2015), Jamestown (2017) en het vertolken van de Britse gitarist Brian May in de biografische film Bohemian Rhapsody.

## Biografie
Lee is geboren op 24 november 1983 in Bristol als zoon van Tom en Ceinwen, die beiden uit Wales afkomstig zijn. Hij heeft twee broers en een zus: Geraint, Owen en Rhiannon. In zijn jonge jaren is hij verhuisd naar Sutton Coldfield. Lee beschouwt zichzelf als een Welshman.
Lee heeft Engelse literatuur gestudeerd aan de Cardiff-universiteit en studeerde daarnaast ook drama aan Guildhall School of Music and Drama.

## Carrière

### 1997-2011
In zijn tienerjaren sloot Lee zich aan bij een toneelvereniging. In 1997 speelde hij in een televisie-aanpassing van de Animal Ark-boeken. Op zijn 16de is hij gestart met het werken aan Richard III met de Royal Shakespeare Company.
In het laatste seizoen van Land Girls (2015) verkreeg hij een hoofdrol. Daarnaast had hij verschillende gastrollen in series als Ashes to Ashes, Fresh Meat, Monroe en Henry V. Ook werkte hij aan verschillende radioprojecten, zoals The Emerald Tiger.
Lee werd geprezen in de Ian Charleson Awards 2008 voor zijn optreden in de productie van Oedipus in het National Theatre en speelde in 2009 de rol van Laertes in Jude Laws Hamlet in het Donmar West End-seizoen.
Hij won de eerste prijs van de Ian Charleson Award 2011 voor zijn rol als Edgar in de King Lear-productie van 2010 in het Donmar Warehouse.

### 2012-heden
In 2012 speelde Lee in The Donmar Trafalgar Studios productie van Aleksei Arbuzovs The Promise.
Met kerstmis 2013 begon Lee een televisie-hoofdrol als Barnaby's nieuwe sergeant, Charlie Nelson, in de 16e serie van Midsomer Murders. Dat seizoen bevatte ook de 100ste aflevering van de show, gedeeltelijk opgenomen in Denemarken in samenwerking met de Deense nationale omroep, DR. Begin 2014 verscheen hij in Versailles in het Donmar Warehouse.
In april 2016 werd door ITV aangekondigd dat Lee niet terugkeerde voor seizoen 19 van Midsomer Murders. Lee gaf via zijn Twitter-account aan dat hij zou worden betrokken bij een aankomende serie Jamestown. Lee speelde gitarist Brian May in de biografische film Bohemian Rhapsody (2018), waarmee hij een nominatie verdiende voor Outstanding Performance by a Cast in a Motion Picture op de 25ste Screen Actors Guild Awards.

## Filmografie

### Film
- The Escort (2008)
- The Tourist (2010) - Senior Technician Mountain
- Isle of Dogs (2011) - D.C. Block
- The Last Witness (2018) - John Underwood
- Bohemian Rhapsody (2018) - Brian May

### Televisie
Niet inbegrepen zijn eenmalige gastrollen
- Animal Ark (1997-1998) - James Hunter
- Mutual Friends (2008) - Young Man
- Waterloo road (2009) - Steven
- Ashes to Ashes (2009) - Young Summers
- Henry V (2012) - Williams
- Midsomer Murders (2013-2015) - DCI Charlie Nelson
- Fresh Meat (2012) - Giles
- Monroe (2012) - Alex Scholfield
- Restless (2012) - 2012
- A Song For Jenny (2015) - James

### Theater
- National Theatre Live: King Lear (2011) - Edgar

### Videospellen
- Cloud Chamber (2013) - Tom
- Dragon Quest Heroes: The World Tree's Woe and the Blight Below (2015) - Psaro the Manslayer, Engelse stem
- Final Fantasy XIV: Heavensward (2015) - Cid, Engelse stem

- Bibsys: 1585570377911
- Biblioteca Nacional de España: XX5888150
- Bibliothèque nationale de France: cb169260906 (data)
- Catàleg d'autoritats de noms i títols de Catalunya: 981058611229806706
- Gemeinsame Normdatei: 1163543845
- International Standard Name Identifier: 0000 0004 4245 4502
- Library of Congress Control Number: no2014152734
- Nationale Bibliotheek van Tsjechië: xx0250175
- Nationale Bibliotheek van Israël: 987008729351705171
- Nederlandse Thesaurus van Auteursnamen: 391007467
- Système universitaire de documentation: 234915293
- Virtual International Authority File: 312567892
- WorldCat: E39PBJyxmVJR8CYkb6G4j4RtKd